# Jean-Baptiste-Marie Pierre
Pour les articles homonymes, voir Pierre.
Jean-Baptiste-Marie Pierre, né à Paris le 6 mars 1714, et mort dans la même ville le 15 mai 1789, est un peintre, graveur, dessinateur et administrateur français. Il a été prix de Rome, premier peintre du Duc D’Orléans, premier peintre du Roi, et président de l’Académie.

## Biographie
Probablement élève de Nicolas Bertin, il suit sans doute les cours de l'Académie royale de peinture et de sculpture et peint son autoportrait dès 1732. Lauréat du grand prix de peinture de l'Académie en 1734, ce succès lui vaut de séjourner à l'Académie de France à Rome comme pensionnaire du roi de 1735 à 1740 sous la direction de Nicolas Vleughels, puis de Jean-François de Troy. De retour à Paris, il est agréé à l'Académie le 29 avril 1741, puis reçu le 31 mars 1742. Tout au long des années 1740, l’artiste brille dans tous les genres de la peinture, répondant à de nombreuses commandes d’amateurs, des Bâtiments du roi et de l’Église. Ses œuvres présentées aux Salons témoignent de cette variété : les bambochades s’y mêlent aux grandes compositions religieuses ou historiques et aux œuvres mythologiques.

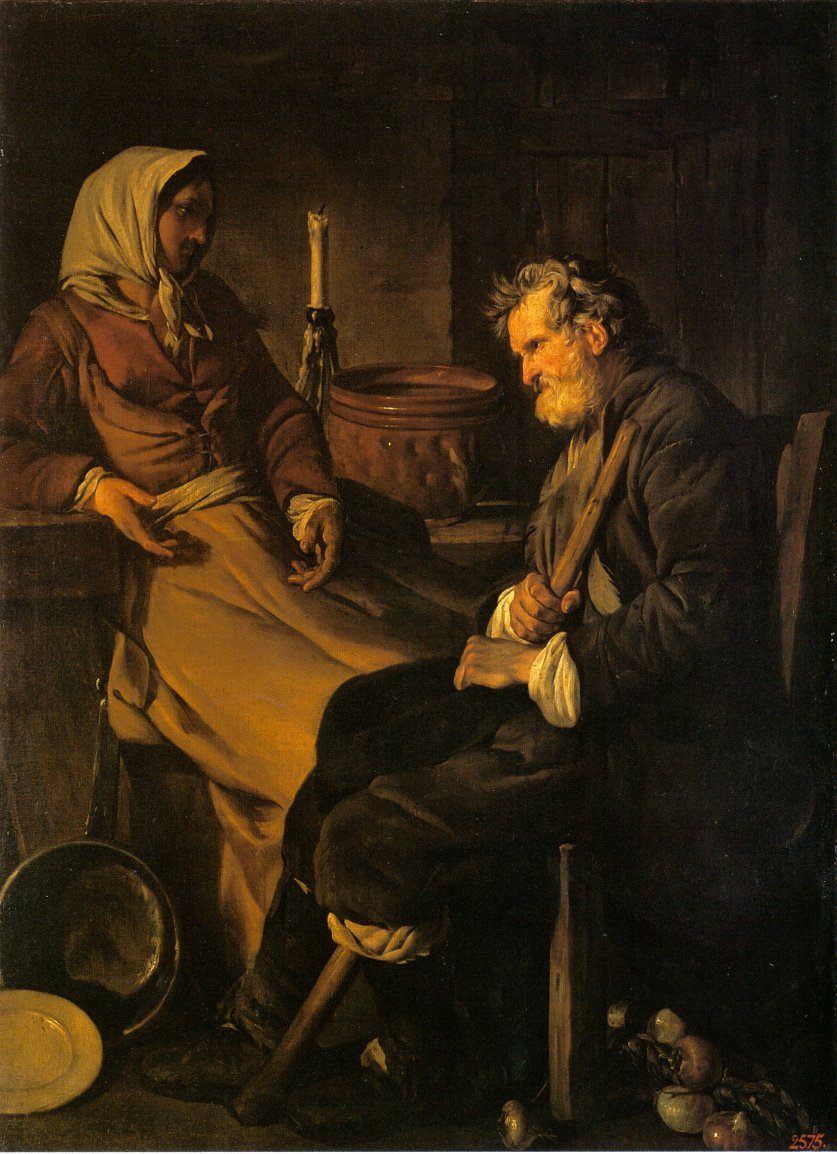
Vieil Homme dans une cuisine (vers 1742), Saint-Pétersbourg, musée de l'Ermitage.
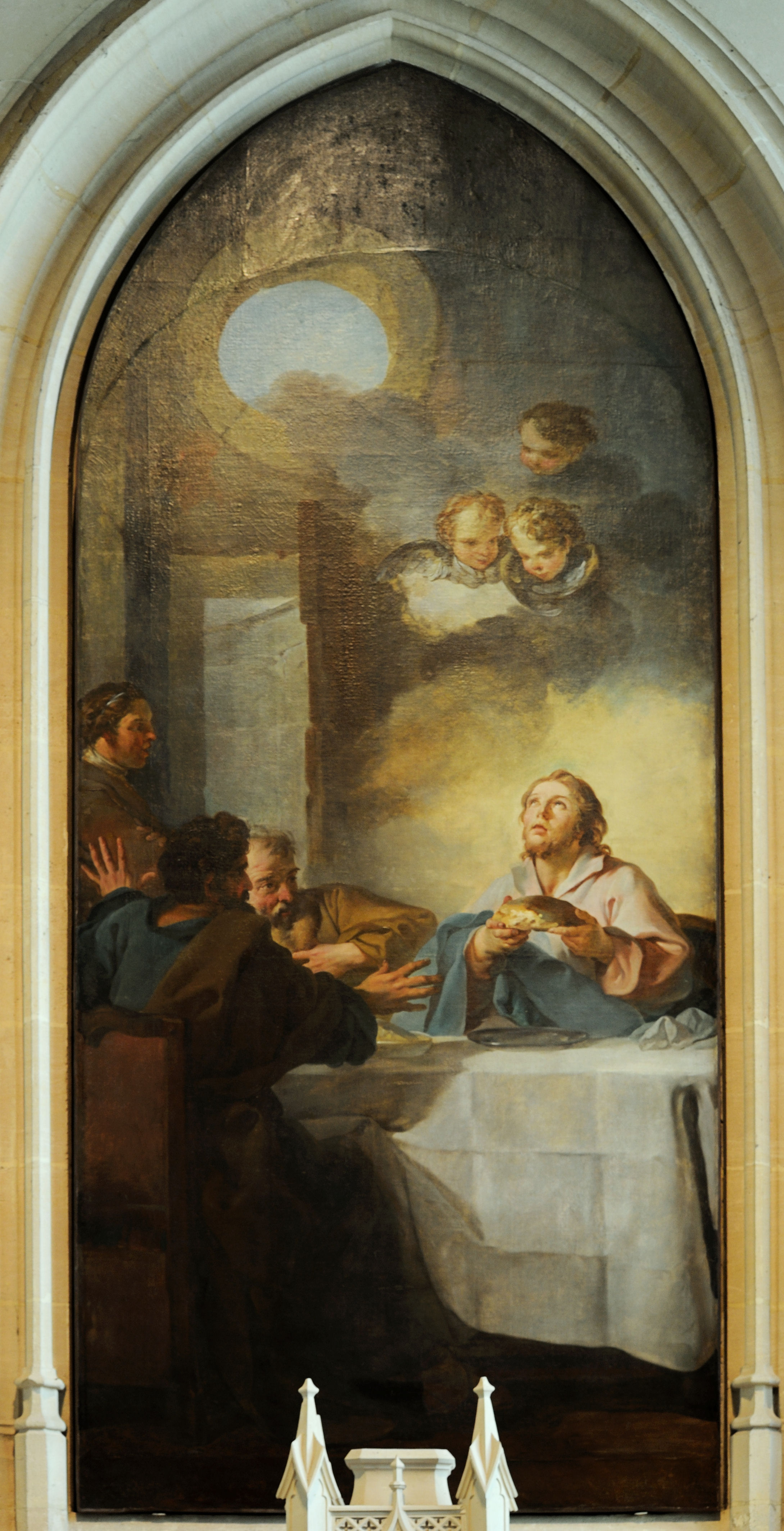
Les Pèlerins d'Emmaüs (1746), Cathédrale Notre-Dame de Senlis.
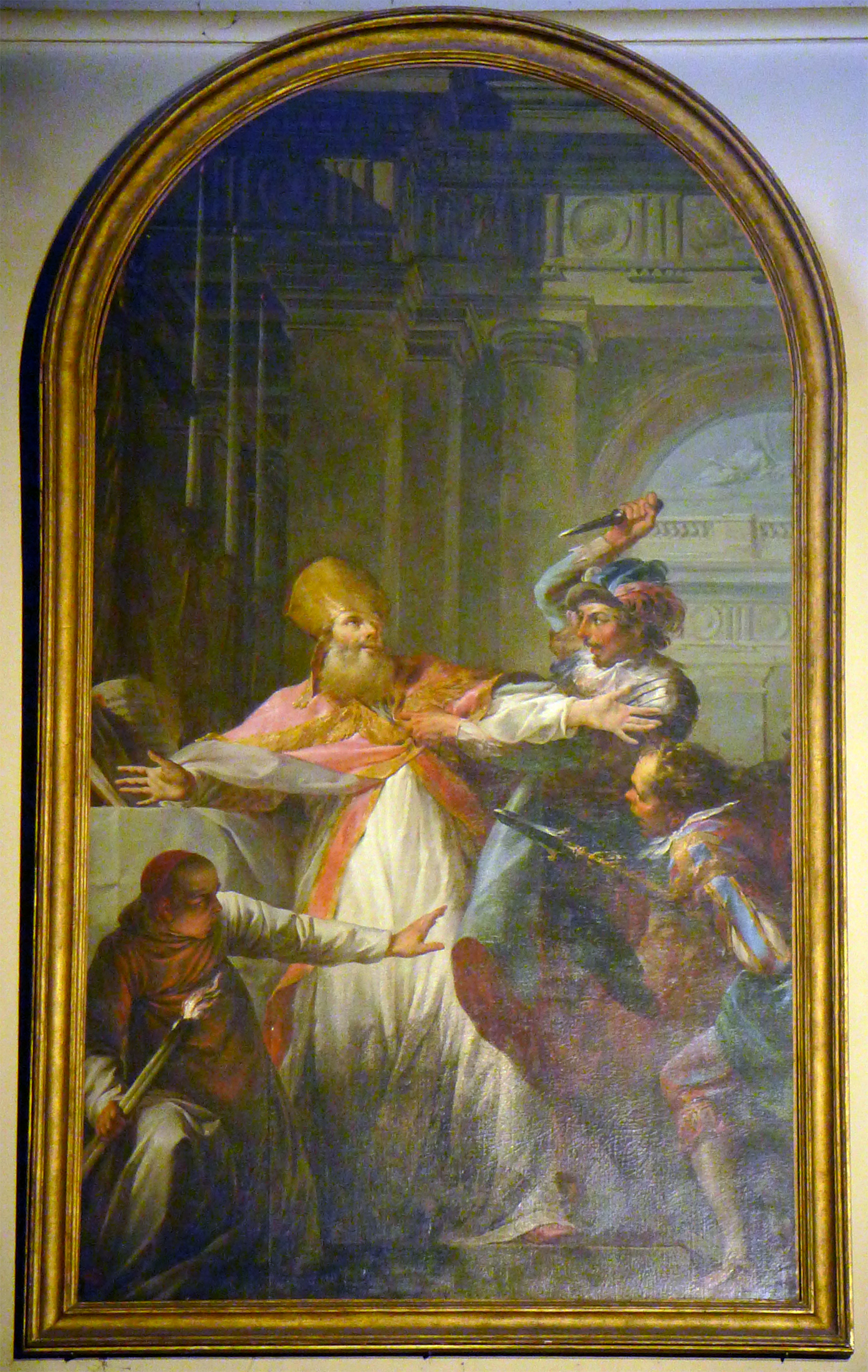
L'Assassinat de saint Thomas Becket (1748), Église Notre-Dame-de-la-Nativité de Bercy (Paris).
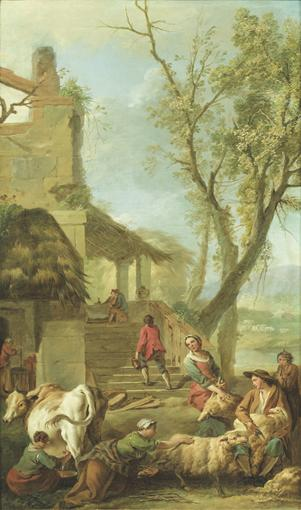
Les Saisons - L'Été (1749), château de Fontainebleau.

## Succès

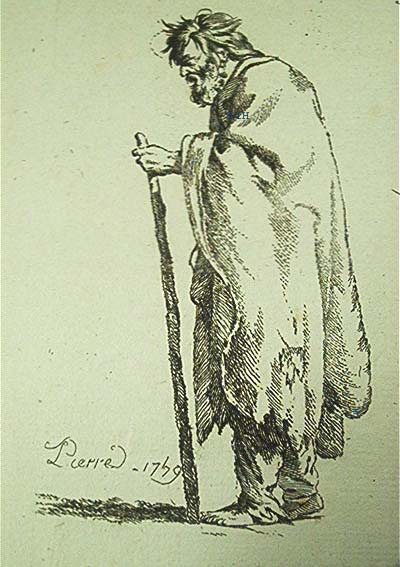
Vieillard (1756), eau-forte de la série Figures dessinées d'après nature du bas peuple à Rome.

Fort du succès de son art, il gravit un à un tous les échelons de la hiérarchie académique : il devient adjoint à professeur en 1744, est le plus jeune concurrent choisi pour participer au concours organisé par Le Normant de Tournehem et Charles Antoine Coypel en 1747, ce qui lui vaut d’être élu professeur en 1748. En 1752, largement reconnu par la critique, il est nommé premier peintre du duc d’Orléans. Il donne de nombreux dessins pour les nouveaux appartements du Palais-Royal où il peint un plafond représentant L’Apothéose de Psyché. En 1754, il décore le théâtre privé du duc d’Orléans au faubourg Saint-Martin. Au château de Saint-Cloud, il achève en 1768 un plafond à cinq compartiments sur le thème de Renaud et Armide.
Entre 1752 et 1757, il peint aussi deux coupoles pour l'église Saint-Roch : Le Triomphe de la Religion pour la chapelle de la Communion, et surtout l’immense Assomption de la Vierge pour la chapelle de la Vierge, son chef-d’œuvre et l’unique témoignage des plafonds peints qui firent sa réputation. En 1761, il est nommé chevalier de l'ordre de Saint-Michel et, en 1770, devient Premier peintre du Roi à la suite de François Boucher, chargé du détail des Arts et directeur de l'Académie. Il exerce aussi les fonctions de directeur de la manufacture des Gobelins. Pendant près de vingt ans, sous la supervision des surintendants des Bâtiments du roi successifs, le marquis de Marigny, puis l’abbé Terray et surtout le comte d'Angiviller, il exerce une influence déterminante sur l’art et les artistes de son temps. Il réserve alors ses talents de peintre à des commandes royales qu’il réalise bénévolement à Choisy, au Petit Trianon et à Marly.
Collectionneur de ses contemporains, il possède un tableau de Chardin représentant une poularde et un coquemard.
Jean-Baptiste Marie Pierre meurt le 15 mai 1789, à la veille de la Révolution.
Diderot, dont il convient de souligner que les critiques écrites dans le cadre de la Correspondance Littéraire de Grimm sont demeurées manuscrites et ne furent portées à la connaissance d'un large public qu'au moment de leur première édition en 1813, ne se lasse pas de le dénigrer. Dans son Salon de 1763, il écrit : « Depuis une douzaine d’années il a toujours été en dégénérant, et sa morgue s’est accrue à mesure que son talent s’est perdu. C’est aujourd’hui le plus vain et le plus plat de nos artistes. » Mais en 1767, son jugement est plus mesuré : « À juger Pierre par les premiers tableaux qu’il a faits à son retour d’Italie et par sa Galerie de Saint-Cloud, mais surtout par sa coupole de Saint-Roch, c’est un grand peintre. Il dessine bien, mais sèchement ; il ordonne assez bien une composition, et il ne manque pas de couleur. »
Jean-Baptiste Marie Pierre a eu, entre autres, pour élèves Étienne-Louis Boullée, Jean-Jacques Bachelier, Louis Jean-Jacques Durameau, Nicolas-René Jollain, Friedrich Reclam, Étienne de La Vallée-Poussin, Jean-Jacques Le Barbier, Antoine Vestier, Jean-Baptiste Tierce et Hughes Taraval.

## Œuvres
| Tableau | Titre                                             | Date | Dimensions   | Notes           | Lieu de conservation                         |
| ------- | ------------------------------------------------- | ---- | ------------ | --------------- | -------------------------------------------- |
|         | Pan et Syrinx                                     | 1746 | 90 × 141 cm  | huile sur toile | Boston, The Horvitz Collection               |
|         | L'Aurore et Tithon                                | 1747 | 163 x 194 cm | huile sur toile | Poitiers, Musée Sainte-Croix                 |
|         | L'Assassinat de saint Thomas Becket               | 1748 |              |                 | Paris, Notre Dame de Bercy.                  |
|         | L'Enlèvement d'Europe                             | 1750 |              |                 | Dallas Museum of Art ;                       |
|         | Jupiter et Antiope                                | 1752 |              |                 | Madrid, musée du Prado ;                     |
|         | Assomption de la Vierge                           | 1757 |              |                 | Paris, église Saint-Roch ;                   |
|         | Le Mouton favori                                  | 1758 | 95 x 100 cm  | huile sur toile | musée d'art d'Indianapolis ;                 |
|         | Mercure amoureux d'Hersé change en pierre Aglaure | 1763 | 320 x 320 cm | huile sur toile | Paris, musée du Louvre ;                     |
|         | Bacchante endormie                                | 1763 | 71 x 105 cm  | huile sur toile | Musée des Beaux-Arts de Rennes ;             |
|         | Bergerie                                          |      | 48 x 39,3 cm | huile sur toile | Dijon, musée des beaux arts ;                |
|         | L'Automne                                         |      |              |                 | Anvers, Museum Ridder Smidt van Gelder (nl). |

## Élèves
- Jean Bardin
- Charles Lepeintre (1735-1803)